# Грелла, Винс
Винче́нцо (Винс) Гре́лла (англ. Vincenzo "Vince" Grella; род. 5 октября 1979[…], Мельбурн) — австралийский футболист, полузащитник. Выступал в сборной Австралии.

## Карьера

### Клубная
Профессиональную карьеру Грелла начал в австралийских клубах «Канберра Космос» и «Карлтон». В 1998 году, он переезжает на родину своих предков в Италию, перейдя в «Эмполи», но в нём его карьера сложилась неудачно, за 6 лет он провёл в составе команды лишь 9 матчей, и два сезона отыграл в аренде в скромном клубе «Тернана». В 2004 году Грелла перешёл в «Парму», где провёл лучшие три года в своей карьере, став основным игроком крепкого клуба Серии А и сборной Австралии. После «Пармы», Грелла ещё один сезон провёл в Италии, отыграв его в «Торино». В 2008—2012 годах Грелла выступал за английский «Блэкберн Роверс», за четыре сезона в составе которого сыграл всего в 45 матчах во всех турнирах. Карьеру завершил в начале 2013 года в клубе А-лиги «Мельбурн Харт».

### Международная
В национальной сборной Винс Грелла дебютировал 12 февраля 2003 года в матче со сборной Англии, проведя за это время в её составе 46 матчей. Грелла был в составе сборной Австралии на чемпионате мира 2006 и чемпионат мира 2010.

### Функционер
С июля 2022 года назначен на должность вице-президента и СЕО итальянского футбольного клуба «Катания».